# Born to Die
Born to Die – singel amerykańskiej piosenkarki Lany Del Rey, wydany 30 grudnia 2011 roku nakładem wytwórni fonograficznych Interscope oraz Polydor. Singel został wydany w celach promujących album Born to Die, który na rynku ukazał się 30 stycznia 2012 roku. 
Kompozycja została napisana przez Justin Parker oraz samą wokalistkę.

## Listy utworów i formaty singla
7" Vinyl
1. „Born to Die”
2. „Born to Die” (Woodkid & the Shoes Remix)

Single CD
1. „Born to Die” (Album Version)
2. „Video Games” (Rainer Weichhold & Nick Olivetti Radio Edit)

The Remix EP
1. „Born to Die” (Album Version)
2. „Born to Die” (PDP / 13 Remix)
3. „Born to Die” (Woodkid & The Shoes Remix)
4. „Born to Die” (Parrade Remix)
5. „Born to Die” (Chad Valley Remix)
6. „Video Games” (Rainer Weichhold & Nick Olivetti Remix)

## Pozycje na listach
| Lista przebojów                  | Pozycja |
| -------------------------------- | ------- |
| Francja (SNEP)                   | 13      |
| Szwajcaria (Schweizer Hitparade) | 13      |
| Dania (Tracklisten)              | 7       |

## Certyfikaty i sprzedaż
| Kraj                     | Certyfikat         | Sprzedaż   |
| ------------------------ | ------------------ | ---------- |
| Australia (ARIA)         | złota płyta        | 35 000+    |
| Dania (IFPI Danmark)     | platynowa płyta    | 90 000+    |
| Kanada (MC)              | złota płyta        | 40 000+    |
| Niemcy (BVMI)            | złota płyta        | 150 000+   |
| Stany Zjednoczone (RIAA) | 2x platynowa płyta | 2 000 000+ |
| Wielka Brytania (BPI)    | platynowa płyta    | 600 000+   |
| Włochy (FIMI)            | platynowa płyta    | 30 000+    |